# SR Fernsehen
SR Fernsehen ist das regionale Fernsehprogramm des Saarländischen Rundfunks für das Saarland.
Das Programm, das in Kooperation mit dem SWR Fernsehen des benachbarten Südwestrundfunks veranstaltet wird, startete am 30. August 1998.

## Geschichte
Bereits am 5. April 1969 startete der Saarländische Rundfunk zusammen mit dem damaligen Süddeutschen Rundfunk (SDR) und dem Südwestfunk (SWF) für die Länder Baden-Württemberg, Rheinland-Pfalz und Saarland das dritte Fernsehprogramm Südwest 3. Das Programm wurde Zug um Zug zum Vollprogramm ausgebaut, bis es seit 1971 tägliche Sendungen gab. In der Austastlücke dieses Programms startete der SR am 2. Oktober 1989 sein regionales Videotext-Angebot unter der Bezeichnung Saartext, das bis heute gesendet wird.
Mit der Fusion von SDR und SWF zum Südwestrundfunk (SWR) am 30. August 1998 wurde das bisherige gemeinsame dritte Fernsehprogramm Südwest 3 in die beiden Regional-Varianten Südwest BW und Südwest RP überführt. Der SR nutzte diese Umstrukturierung zum Start seines eigenen dritten Fernsehprogramms SR Südwest Fernsehen (zunächst mit dem Namen SR Fernsehen Südwest). Seit 11. September 2006 nennt sich das Programm offiziell nur noch SR Fernsehen.
Seit dem 10. September 2007 sendet das SR Fernsehen alle Sendungen im 16:9-Format. Am 11. Februar 2016 hat ein Testbetrieb im HD-Format 720p über Astra 19,2 Grad Ost begonnen, welcher am 1. Juli 2016 in den Regelbetrieb übergegangen ist.

## Programm

### Information
Zu den Informationssendungen im SR Fernsehen gehören insbesondere die Sendung Aktueller Bericht (Mo–Fr 19:20, Sa–So 19:45), daneben die Nachrichtensendung SR info (18:00, 21:45 und Mo–Fr 16:00, 17:00), der Wochenrückblick daten der woche (Sa 19:15) und die Magazinsendung Wir im Saarland – Das Magazin (Do 18:50). Außerdem strahlt das SR Fernsehen das saarlandwetter nach jedem Aktuellen Bericht sowie von Montag bis Freitag um 18:45 aus.

### Sport
Dem Sportgeschehen im Saarland widmet sich die Sendung sportarena (Sa, 17:30 und So, 18:45, Hauptsportsendung). Bei aktuellen Anlässen realisiert der SR die Sendung Sport-Extra.

### Reisesendungen
Das SR Fernsehen bietet verschiedene Reisesendungen. Zum Repertoire gehören Fahr mal hin, Reise, Meine Traumreise, Traumziel und da will ich hin!.

### Unterhaltung
Eine der aktuell bekanntesten Unterhaltungssendungen des SR Fernsehens ist Alfons und Gäste mit Alfons.
Die Sendung Roglers rasendes Kabarett mit dem Kabarettisten Richard Rogler, die mittlerweile im Nachtprogramm des Ersten wiederholt wird, wird nicht mehr produziert.
Dazu produziert der SR auch "Puschel TV" mit Alfons. Ansonsten gibt es noch kabarett.com.

### Kultur
Mit der saarländischen Kulturszene beschäftigt sich wöchentlich die Sendung Wir im Saarland – Kultur (Mi, 18:50), mit dem Geschehen darüber hinaus die Sendung Wir im Saarland – Grenzenlos (Mo, 18:50). Einen Rückblick in vergangene Zeiten bietet die Sendung Sellemols.

### Kochen und Ernährung
Das SR Fernsehen strahlt auch einige Koch- und Ernährungssendungen aus. Zu diesen gehören Genuss mit Zukunft, Im Südwesten kocht die Welt, Kochen und Mit Herz am Herd.

### Sonstiges
Daneben gehören die Ratgebersendung Wir im Saarland – Service (Di, 18:50), Wir im Saarland – Die Reportage, Wir im Saarland – Saar nur!, SR Fernsehen vor Ort, Saarthema, Saar 3, Saar Natur und die Sendung Flohmarkt (Sa, 18:15; seit 2025 auch im SWR Fernsehen) zum Programm. Des Weiteren gibt es noch die Talkshow Saartalk und die christliche Sendung Aus christlicher Sicht (Do, ca. 19:57).

### Mantelprogramm
Neben den oben genannten eigenproduzierten Sendungen, die etwa 30 % des Programms füllen, speist der SR in sein Fernsehprogramm auch Sendungen anderer Landesrundfunkanstalten ein, insbesondere im Rahmen einer Kooperation mit dem SWR, mit dem ein gemeinsames Mantelprogramm für die dritten Fernsehprogramme SWR Fernsehen Baden-Württemberg, SWR Fernsehen Rheinland-Pfalz und SR Fernsehen produziert wird.

## Produktionen für die ARD/Das Erste
Das SR Fernsehen produziert für Das Erste neben Regional-Beiträgen für die Informationssendungen u. a. die Tatort-Sendungen aus dem Saarland, im Wechsel mit anderen Rundfunkanstalten das Wirtschaftsmagazin Plusminus, realisiert die Übertragungen der Tour de France und der Deutschland Tour und produziert die Programmtrailer für Das Erste, sowie für das digitale Programm Tagesschau24 (ehemalig EinsExtra). Bis September 2009 produzierte der Saarländische Rundfunk außerdem die Programmtrailer für Einsfestival.

## Empfang

### Satellit (DVB-S2)
Das SR Fernsehen wird digital über das Astra-Satellitensystem auf der Orbitalposition 19,2° Ost über Transponder 39, 11.053 MHz, horizontal, 22.000 MSymb/s ausgestrahlt.

### Kabel (DVB-C)
Das SR Fernsehen wird im Saarland landesweit digital auf Kanal E35 eingespeist.
Seit 25. Mai 2010 ist das SR Fernsehen überregional empfangbar, nachdem der ARD-Hörfunktransponder im gesamten Vodafone-Kabel-Deutschland-Netz und seit 24. April 2018 auch bei Unitymedia eingespeist wird.

### Antenne (DVB-T2)
Über die Sendeanlagen Göttelborner Höhe, Saarbrücken Halberg und Spiesen wird das SR Fernsehen für das Saarland im digitalen DVB-T2-Standard auf Kanal 32 (562 MHz) ausgestrahlt und ist auch in den angrenzenden Gebieten von Rheinland-Pfalz, Luxemburg und Frankreich empfangbar.

### IPTV (DVB-IPI)
Über die Netze von MagentaTV (IPTV-Angebot der Deutschen Telekom AG) und GigaTV (IPTV-Angebot der Vodafone GmbH) ist das SR Fernsehen deutschlandweit über das Internet empfangbar.
Darüber hinaus kann der Sender in Deutschland und der Schweiz kostenlos per Internet über die IPTV-Dienste Zattoo und Waipu.tv empfangen werden.

## Senderlogos

Logo von 2003 bis 2006
Logo von 2006 bis August 2023
Logo des HD-Ablegers von 2016 bis 2023
Logo seit August 2023
Logo des HD-Ablegers von 2023 bis 2025